# Ville métropolitaine de Cagliari
La ville métropolitaine de Cagliari (Città metropolitana di Cagliari en italien) est une ville métropolitaine italienne, créée en 2016 dans la région de la Sardaigne, dont le chef-lieu est Cagliari.

## Géographie
Elle est constituée de dix-sept communes appartenant à l'agglomération de Cagliari.
| Municipalité (Italien / Sard)         | Surface (km²) | Population 2015  | Habitants/km² | à Cagliari km |
| ------------------------------------- | ------------- | ---------------- | ------------- | ------------- |
| Cagliari / Casteddu                   | 85,45         | 154.478          | 1 754         | 0             |
| Quartu Sant'Elena / Quartu Sant'Aleni | 96,20         | 71.282           | 720           | 9             |
| Selargius / Ceraxus                   | 26,71         | 28.975           | 1.118         | 9             |
| Assemini / Assèmini                   | 117,50        | 27.028           | 227           | 14            |
| Capoterra / Cabuderra                 | 68,25         | 23.766           | 341           | 20            |
| Monserrato / Pauli                    | 6,50          | 20.230           | 3.167         | 7             |
| Sestu                                 | 48,32         | 20.542           | 412           | 11            |
| Sinnai / Sìnnia                       | 223,38        | 17.119           | 75            | 15            |
| Quartucciu                            | 27,87         | 13.137           | 452           | 9             |
| Elmas / Su Masu                       | 13,70         | 9.339            | 653           | 10            |
| Uta / Uda                             | 134,46        | 8.392            | 58            | 20            |
| Decimomannu / Deximumannu             | 28,05         | 8.143            | 279           | 19            |
| Maracalagonis / Mara-Calagonis        | 101,60        | 7.885            | 74            | 18            |
| Pula                                  | 138,79        | 7.357            | 51            | 33            |
| Settimo San Pietro / Settimu          | 23,21         | 6.693            | 281           | 13            |
| Sarroch / Sarroccu                    | 67,88         | 5.267            | 77            | 25            |
| Villa San Pietro / Santu Perdu        | 39,61         | 2.009            | 51            | 29            |
| Total                                 | 1247,48       | 431.732          | 347           | -             |
| Zone urbaine élargie                  | -             | 476,974          | -             | -             |
| Sardaigne                             | 24 090        | 1.663.286 (29 %) | 69            | -             |

## Histoire
Elle est instituée par la loi régionale du 4 février 2016 en détachant les communes qui la composent de l'ancienne province de Cagliari.

## Politique et administration
La ville métropolitaine est dirigée par un maire, qui est celui de la ville de Cagliari, un conseil métropolitain élu et une conférence métropolitaine consultative, tous deux présidés par le maire.
| Période          | Période         | Identité         | Étiquette | Qualité                         |
| ---------------- | --------------- | ---------------- | --------- | ------------------------------- |
| 1er janvier 2017 | 31 mars 2019    | Massimo Zedda    | SEL       | Maire de Cagliari (2011 → 2019) |
| 31 mars 2019     | 18 juillet 2019 | Francesco Lilliu | PD        | Maire adjoint                   |
| 18 juillet 2019  | 20 avril 2024   | Paolo Truzzu     | Fdl       | Maire de Cagliari (2019 → 2024) |
| 17 juin 2024     | En cours        | Massimo Zedda    | PP        | Maire de Cagliari (2024 → )     |

## Nature
La région métropolitaine est limitée à l'est et à l'ouest par des montagnes hautes d'un peu plus de 1 000 mètres d'altitude, en grande partie couvertes par des forêts méditerranéennes, dominées par le chêne vert, le chêne-liège et l'arbousier. À l'ouest se trouve la réserve naturelle WWF du Monte Arcosu, créée pour protéger les sous-espèces de cerf sarde (Cervus elaphus corsicanus), prolongée 36 km2, et les forêts gérées par l'Agence forestière de la région autonome de la Sardaigne : Piscina Manna, Is Cannoneris, Monti Nieddu, Gutturu Mannu pour d'autres 256 kilomètres carrés; à est l'Agence forestière gère la forêt du Campidano et la forêt des Sept-Frères (Sette Fratelli), un vaste massif avec des pics aigrettes qui apparaissent en numéro de sept vus de Cagliari (d'où le nom) et couvre une surface supplémentaire de 132 km2.
L'environnement du bois varie avec l'altitude selon la température et les précipitations. Dans la municipalité de Pula, par exemple, la plaine côtière a une pluviométrie moyenne annuelle d'environ 450 mm, tandis que les montagnes (Is Cannoneris, à environ 800 mètres d'altitude) ont plus de 1 200 mm. La forêt est peuplée par le Cervus elaphus corsicanus, aujourd'hui sauvé de l'extinction, le daim, réintroduit après son extinction, le sanglier, le renard, martre des pins et d'autres animaux.
La ville de Cagliari est située à proximité d'autres lieux balnéaires, dans le territoire des municipalités de la région métropolitaine, comme Nora, Santa Margherita di Pula, Chia, Tuerredda à ouest, ou Geremeas, Solanas, Villasimius, et Costa Rei à est, encore relativement préservée du tourisme.